# No Devolución
No Devolución è il sesto album in studio del gruppo post-hardcore statunitense dei Thursday, pubblicato nel 2011.

## Tracce
1. Fast to the End – 3:21
2. No Answers – 4:53
3. A Darker Forest – 3:40
4. Sparks Against the Sun – 4:47
5. Open Quotes – 2:55
6. Past and Future Ruins – 4:15
7. Magnets Caught in a Metal Heart – 3:42
8. Empty Glass – 4:59
9. A Gun in the First Act – 5:02
10. Millimeter – 2:48
11. Turnpike Divides – 4:54
12. Stay True – 7:53

## Formazione
Gruppo
- Geoff Rickly – voce
- Tom Keeley – chitarra
- Steve Pedulla – chitarra
- Tim Payne – basso
- Tucker Rule – batteria
- Andrew Everding – tastiere

Collaboratori
- Emily Ruth Everding – tromba, flicorno in A Gun in the First Act